# Відносини між Німеччиною та Ганою
Відносини між Німеччиною та Ганою хороші, і Гана є однією з пріоритетних країн для німецької допомоги з метою розвитку. Офіційні дипломатичні відносини між двома країнами були встановлені в 1950-х роках, але контакти між двома суспільствами сягають набагато глибшої давнини, і їх можна простежити до 17 століття.

## Історія
Фортеця Гросфрідріхсбург (1684)
Найдавніший зафіксований контакт датується 1661 роком, коли проповідник Вільгельм Мюллер з Гарбурга був призначений проповідником данської колонії на Золотому Березі в Африка році.[що?] Його праця «Die Africanische auf der Guineischen Gold-Cust gelegene Landschafft Fetu» була одним з найбільш ранніх джерел про життя на Золотому Березі, нині сучасна Гана. У 1682 році Фрідріх Вільгельм I Бранденбурзький відправив експедицію під командуванням Отто Фрідріха фон дер Гроебена на Золотий Берег, після того, як офіцери з Бранденбурга підписали договір про дружбу з Ахантою. Роком пізніше була заснована колонія Грейт-Фредеріксбург для забезпечення трансатлантичної работоргівлі на мисі Три-Пойнтс, яка була продана голландцям в 1717 році. [2]
У 18 столітті Антон Вільгельм Амо став першим філософом і вченим африканського походження в Німеччині. Викладав в університетах Віттенберга, Галле, Єни. У 19 столітті німецькі місіонери, такі як Крістіан Готліб Блюмгардт і Франц Міхаель Зан, були активними на Золотому Березі. У 1847 році німцями була заснована Євангельська церква Еве. У 1884 році в регіоні Вольта засновується німецька колонія, яка до 1916 року належала німецькому Того, а в містечку Кпанду досі збереглася німецька колоніальна архітектура. У 1921 році німецькі місіонери були вигнані з регіону Вольта британською колоніальною владою після Першої світової війни. [2]
У 1932 році справа Квамі сталася, коли націонал-соціалістичний гауляйтер Везер-Емса і прем'єр-міністр Вільної держави Ольденбург Карл Ревер намагався перешкодити проповіді ганського пастора Роберта Квамі 20 вересня 1932 року в церкві Святого Ламберта в Ольденбурзі. [2] Участь Золотого Берега у Другій світовій війні почалася з оголошення Британською імперією війни нацистській Німеччині у вересні 1939 року. Попри те, що в колонії Голд-Кост не відбувалися бойові дії, колонія забезпечувала ресурсами і робочою силою союзні держави. Загалом 65 000 солдатів із Золотого Берега брали участь у війні проти держав Осі. [3]
У 1956 році Федеративна Республіка Німеччина (ФРН) відкрила в Аккрі консульство, яке через рік після офіційного встановлення дипломатичних відносин з нині незалежною державою Гана було перетворено в посольство. У 1960 році Гана відкрила посольство в Бонні, столиці ФРН. Через рік у Гані відкрився Ґете-інститут, а в країні розпочав свою роботу KfW. У 1972 році Гана також встановила дипломатичні відносини з Німецькою Демократичною Республікою (НДР) після закінчення дії доктрини Хальштейна.
Після возз'єднання Німеччини Гана відкрила нове посольство в Берліні. У 2018 році канцлер Німеччини Ангела Меркель здійснила державний візит до Гани, щоб відвідати главу її держави Нану Акуфо-Аддо. Зустріч була присвячена питанням міграції та поглибленню економічних зв'язків. Німеччина зобов'язалася надати допомогу з розвитку у сферах інфраструктури та енергетики. Міністр розвитку Німеччини Герд Мюллер, який також відвідав країну, закликав німецькі компанії інвестувати в країну. [4]

## Економічні відносини
Загальний обсяг торгівлі з Ганою у 641 році становив 2021 мільйон євро, що робить Гану одним із найважливіших торговельних партнерів Німеччини у Африці. [5] Гана закуповує транспортні засоби, машини та хімічну продукцію в Німеччині, тоді як Німеччина в основному імпортує какао та нафту з Гани. Майже 80 німецьких компаній (2018) активно працюють у країні.
Між двома країнами існують угода про захист інвестицій (1998 р.) та угода про уникнення подвійного оподаткування (2007 р.). У 2017 році дві країни розпочали двосторонню реформу та інвестиційне партнерство. У 2019 році в Аккрі відбувся третій німецько-африканський бізнес-саміт. [6]

## Співробітництво в галузі розвитку
Гана є однією з пріоритетних країн для німецької допомоги розвитку за кордоном. Німеччина прагне підтримати Гану в досягненні Цілей сталого розвитку Організації Об'єднаних Націй. Основні теми — сталий економічний розвиток, подолання бідності, належне врядування, відновлювана енергетика та енергоефективність. Уряд Німеччини співпрацює з різними партнерами, а також з церковними та неурядовими організаціями. З 1957 по 2020 рік Німеччина надала Гані допомогу на розвиток у розмірі 1,57 мільярда євро. З 2018 по 2020 рік двостороння допомога Гані склала 145,2 млн євро.

## Культурні зв'язки
Goethe-Institut працює в країні з 1960-х років. Також присутня Німецька служба академічних обмінів, яка сприяє студентському та академічному обміну між двома країнами. Близько 3000 студентів з Гани навчаються в Німеччині як іноземні студенти. Між двома країнами існує 22 університетські колаборації. В Аккрі за кордоном є німецька школа German Swiss International School, яка з 2012/13 року перебуває під виключним спонсорством німецького уряду.
Німецькі місіонери відіграли важливу роль у поширенні християнства в Гані в 19 столітті. Сьогодні між німецькими та ганськими парафіями існують партнерські відносини. Наприклад, з 1982 року існує єпархіальне партнерство між Мюнстерською єпархією та кількома церковними провінціями на півночі Гани.

## Міграція
Кількість людей з міграційним минулим з Гани в Німеччині оцінюється в трохи менш як 49 000 (2014 рік). Більшість з них проживає у великих містах Німеччини. У період з 1981 по 2013 рік майже 12 400 громадян Гани були натуралізовані в Німеччині. До 10 року майже 000 2009 дітей народилися від німецько-ганського партнерства. Таким чином, жителі Гани є однією з найбільших груп мігрантів з Африки на південь від Сахари в Німеччині. Серед відомих німецько-ганських жителів — ресторатор Нельсон Мюллер, танцюрист і фітнес-тренер Детлеф Суст, співак і телеведучий Даніель Амінаті, а також футболісти Джеральд Асамоа, Жером Боатенг, Кевін-Прінс Боатенг і Денніс Аого. Союз асоціацій Гани в Німеччині (UGAG) представляє ганську громаду в Німеччині. 

## Спорт
Збірну Гани кілька разів тренували тренери з Німеччини, серед яких Отто Пфістер, Карл-Хайнц Мароцке, Буркхард Зізе, Руді Гутендорф та Ральф Зумдік. Збірні Гани, такі як Отто Аддо, Ганс Сарпей, Прінс Тагое, Тоні Єбоа та Ісаак Ворса, грали в Німеччині.

## Дипломатичні місії
- Німеччина має посольство в Аккрі.
- Гана має посольство в Берліні.

## Список використаної літератури
- «60 років німецько-ганянських відносин — DW — 09.30.2017». dw.com. Процитовано 2022-10-24.
- «Deutsch-ghanaische Beziehungen — pangloss.de». www.pangloss.de. Процитовано 2022-10-24.
- Ізраель, Адрієнн М. (1987-03-01). «Вимірювання досвіду війни: ганські солдати у Другій світовій війні». Журнал сучасних африканських досліджень. 25 (1): 159—168. DOI:10.1017/S0022278X00007667. ISSN 1469-7777. S2CID 154571947.
- Welle (www.dw.com), Deutsche. «Merkel sagt Ghana Unterstützung bei Infrastruktur und Energie zu | DW | 30.08.2018». DW.COM (німецькою мовою). Процитовано 2022-10-24.
- «Rangfolge der Handelspartner im Außenhandel» (PDF). Statistisches Bundesamt. Процитовано 2022-09-30.
- Amt, Auswärtiges. «Німеччина та Гана: двосторонні відносини». Федеральне міністерство закордонних справ Німеччини. Процитовано 2022-10-24.
- Amt, Auswärtiges. «Entwicklungszusammenarbeit». accra.diplo.de (німецькою мовою). Процитовано 2022-10-24.
- Amt, Auswärtiges. «60 років Гані та Німеччині — партнери заради майбутнього». accra.diplo.de. Процитовано 2022-10-24.
- Amt, Auswärtiges. «Kulturbeziehungen zwischen Ghana und Deutschland». accra.diplo.de (німецькою мовою). Процитовано 2022-10-24.
- Бістум Мюнстер. «Partnerschaftsarbeit» (нім. Процитовано 2022-10-05.
- «Die Ghanaische Diaspora in Deutschland» (PDF). Процитовано 2022-10-04.
- «УГАГ — Єдність — сила». Процитовано 2022-10-24.
- Amt, Auswärtiges. «Deutsche Vertretungen у Гані». Auswärtiges Amt (нім. Процитовано 2022-10-24.
- Amt, Auswärtiges. «Vertretungen Ghanas in Deutschland». Auswärtiges Amt (нім. Процитовано 2022-10-24.